# 石田忠彦
石田 忠彦（いしだ ただひこ、1938年11月25日 - ）は、日本近代文学研究者、鹿児島大学名誉教授。
佐賀県生まれ。1961年九州大学法文学部国文科卒、1986年「坪内逍遥小説理論の研究」で、文学博士（九州大学）の学位を取得。活水女子大学助教授、1983年鹿児島大学法文学部教授、法文学部長。2004年定年退官、名誉教授。かごしま近代文学館アドバイザー。

## 著書
- 『坪内逍遥研究』九州大学出版会 1988
- 『かごしまで読む徒然草』高城書房 2010
- 『愛を追う漱石』双文社出版 2011

### 編
- 『ふるさと文学館 第52-53巻 鹿児島』編 ぎょうせい 1994
- 『鹿児島・文学の舞台』編 花書院 1999
- 『夏目漱石周辺人物事典』原武哲,海老井英次共編 笠間書院 2014
- 『林芙美子小品集』大野達郎共編 南日本新聞開発センター 2015

## 論文
- ＜石田忠彦